# Landudal
Landudal è un comune francese di 817 abitanti situato nel dipartimento del Finistère nella regione della Bretagna.
Il suo territorio è bagnato dal fiume Odet.

## Società

### Evoluzione demografica
Abitanti censiti